# Karakazelivka, Novoukraiinka
Karakazelivka (în ucraineană Караказелівка) este un sat în comuna Hrîhorivka din raionul Novoukraiinka, regiunea Kirovohrad, Ucraina.

## Demografie
Componența lingvistică a localității Karakazelivka
     Ucraineană (94,57%)
     Rusă (4,35%)
Conform recensământului din 2001, majoritatea populației localității Karakazelivka era vorbitoare de ucraineană (94,57%), existând în minoritate și vorbitori de rusă (4,35%) și armeană (1,09%).